# 復楽園
『復楽園』（ふくらくえん、英: Paradise Regained）は、ジョン・ミルトン作の初期近代英語の叙事詩。全4巻からなりユリウス暦1671年に刊行された。『楽園回復 (楽園の回復)』とも訳される。
新約聖書に書かれた「荒野の誘惑」のエピソードをテーマに、イエス・キリストとサタンの対決を描く。題名の『復楽園』とは、イエスがサタンの誘惑に打ち勝つことで、永遠のいのちへの道が人類に開かれたことを意味している。

## 制作の背景
ロンドンに疫病が流行したため、友人エルウッドがバッキンガムシャーのチャルフォント（en:Chalfont St Giles）にコテジを手配し、ミルトンはそこに引っ越した。
この時、ミルトンはエルウッドに『失楽園』の原稿を見せ批評を求めた。彼は読み終わってからミルトンと様々なことを語り合った。この時「あなたは失楽園については、ここに十分語ったわけですが、楽園発見についてはどんな事を語ろうとするのですか」と言われたことが『復楽園』制作のきっかけとなった。
制作が行われたのはユリウス暦1665年の秋ごろから1666年の夏ごろの間と見られている。

## 日本語訳
- 『復楽園』畔上賢造訳、改造社、1936年（昭和11年）
- 『楽園の回復 闘技士サムソン』新井明訳、大修館書店、1982年（昭和57年）